# 摩訶男
摩訶男（まかなん、サンスクリット: Mahānāman マハーナーマン、パーリ語: Mahānāma マハーナーマ、音写：摩訶那摩、摩訶摩男など、訳：大名など）は、原始仏教における人物であり、釈迦の弟子にして五比丘の一人とされるが、仏典には同名別人と考えられる人物がいくつか存在し混同されやすい。
1. いわゆる五比丘の一人であるマハーナーマン。浄飯王の命により、阿若・憍陳如ら仲間5人で、ウルヴェーラの林にゴータマ・シッダールタ（若き日、出家前の釈迦）に同行し共に苦行した。この場合バラモン出身と考えられている。仏、成道後の初転法輪で五比丘の中で、アッサジ（馬勝、阿説示）と共に最後に悟った。
2. 離車族（ヴァッジ国＝リッチャヴィ）のマハーナーマン。
3. 釈迦族の王子にして大臣であるマハーナーマン。釈迦とは親類にあたる。また釈迦が成道した後は優婆塞（在家弟子）となった。したがってこの場合クシャトリア出身と考えられている。しかし身辺には下記のように諸説あり一致しない。本項で詳述。
  1. 釈迦の叔父・甘露飯王（かんろぼんおう）の子（Manorathapurāni スリランカ版、『大智度論』の説）。
  2. 釈迦の叔父・斛飯王（こくぼんおう）の子、阿那律の兄（『五分律』の説）。また阿那律の弟とも（有部破僧事の説）。

それ以外に、以下の人物がある。
- マハーナーマ - スリランカのアヌラーダプラ王国の王。在位期間（406年-428年）
- マハーナーマ - 5世紀のスリランカの僧侶。『マハーワンサ』の編纂者として知られる。

## 釈迦族のマハーナーマン
釈迦族のマハーナーマン(梵: mahānāmā śākyaḥ, 巴: mahānāmo sakko)は、釈迦族がコーサラ国のヴィドゥーダバ（毘瑠璃王）によって殲滅させられた因縁の人でもある。
毘瑠璃王の父、バセーナディ（波斯匿王）は釈迦と親近を得んが為に、釈迦族に婚姻を求めた。しかし家系の由緒正しきを誇りにかけた釈迦族はバセーナディ王を見くびって、マハーナーマンの奴婢の女性を王に与えた。しかるに王とその奴婢の女との間に生まれたのがヴィドゥーダバである。
彼は成長すると母親の生まれた土地へ遊学したが、自分の母親が奴婢であることを告げられ、差別的な言葉を浴びせられ侮辱された。これを深く恨みに思ったヴィドゥーダバは後に父王から王位を奪い、すぐに釈迦族を滅ぼさんとして進軍した。釈迦仏はこれを知り、三度止められるも宿縁の止め難きを悟り、四度目にしてついに釈迦族のいるカピラ城へ攻め込んだといわれる。
その際、マハーナーマンはヴィドゥーダバに「私が水中に没している間だけ逃げた釈迦族の人は助けてやって欲しい」と懇願し、それが受け入れられた。しかし長い間、浮いてこないので、王が不審に思い部下に見に行かせると、彼は水中で樹木に自身の髪の毛を括りつけ死んでいた。これにより多くの釈迦族が死を免れたといわれる（『増一阿含経』34）。
なお、武者小路実篤はこの釈迦族殲滅の模様を戯曲『わしも知らない』として著している。